# Taman Memorial Tun Datu Mustapha

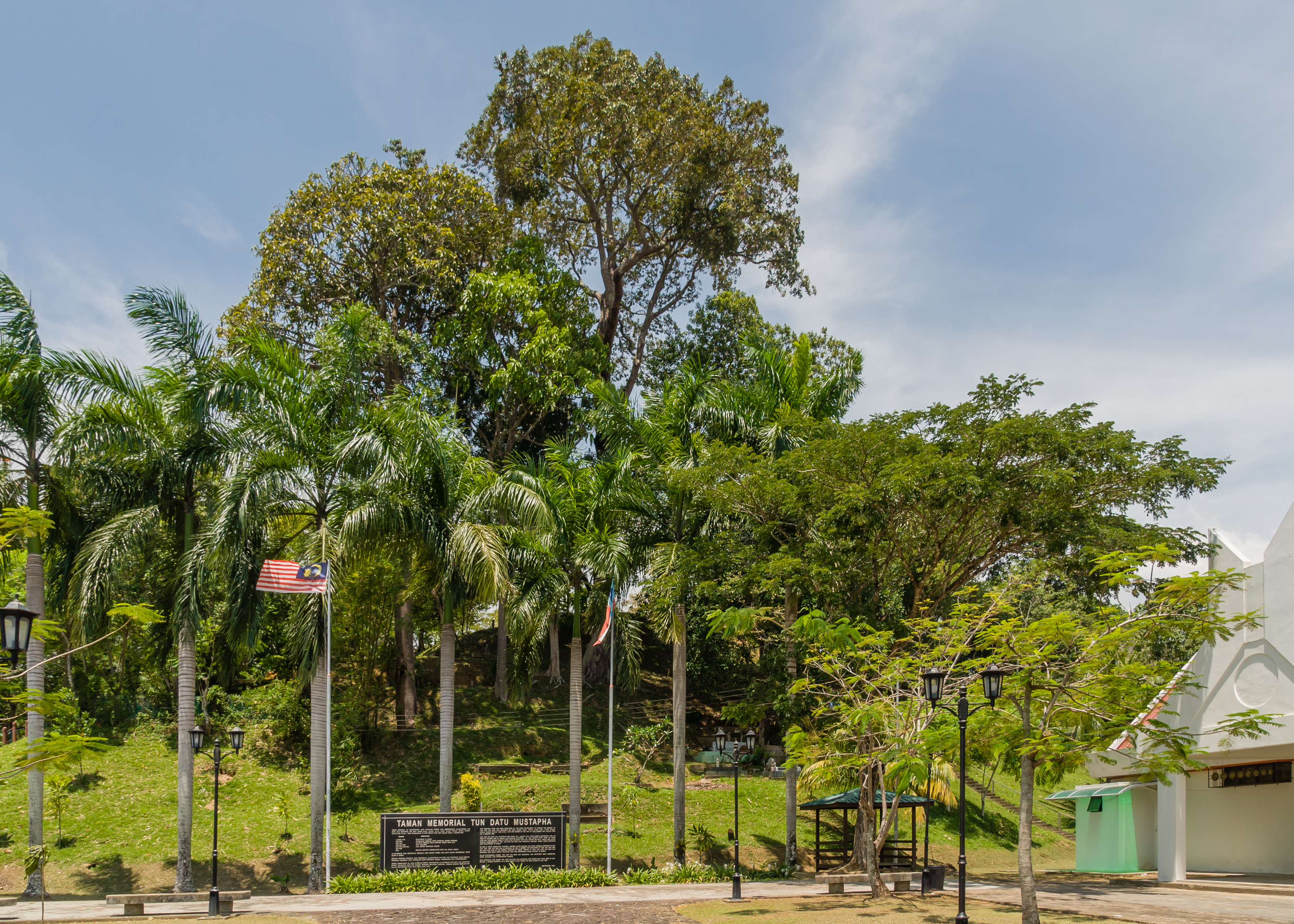
Taman Memorial Tun Datu Mustapha

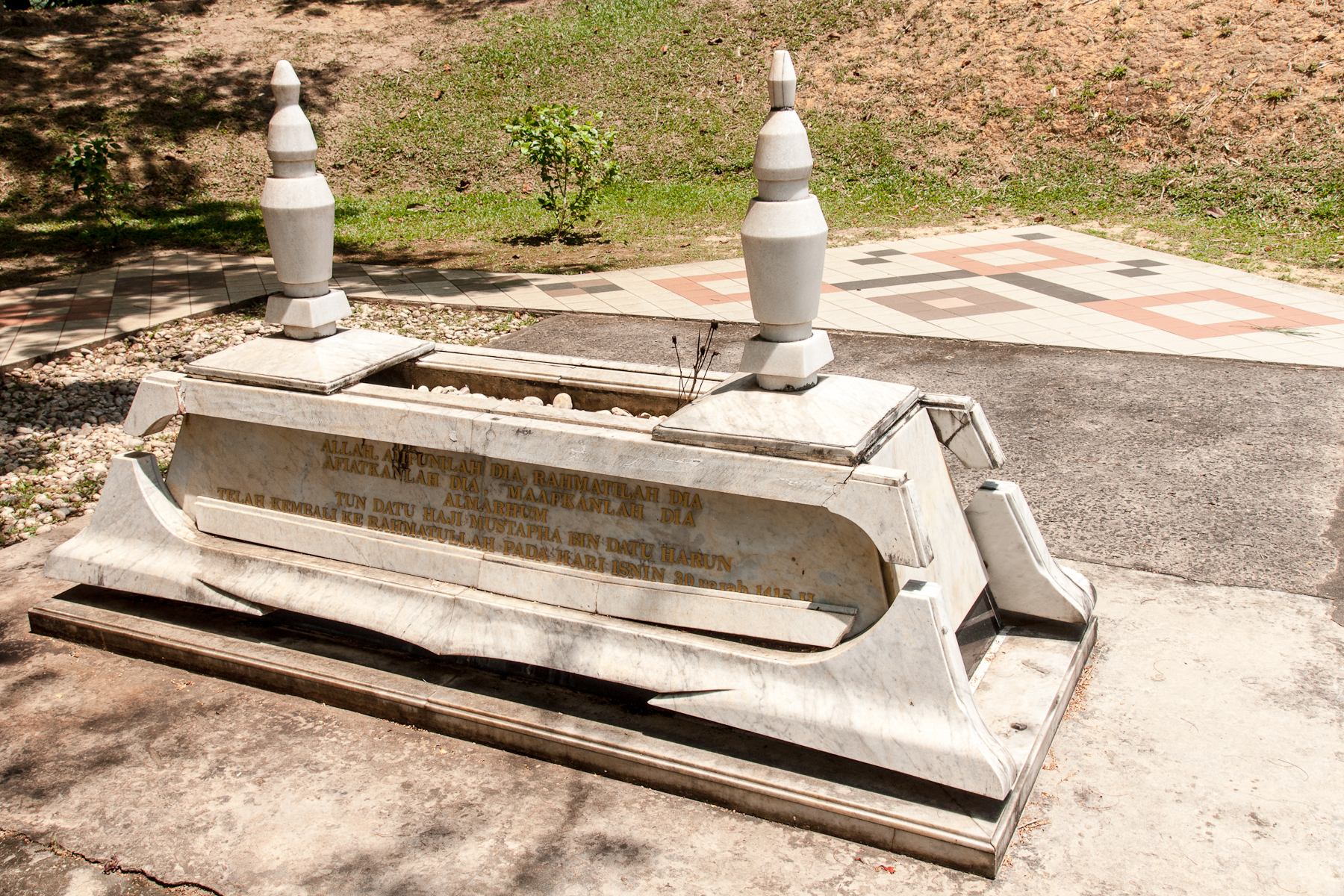
Grab von Tun Mustapha

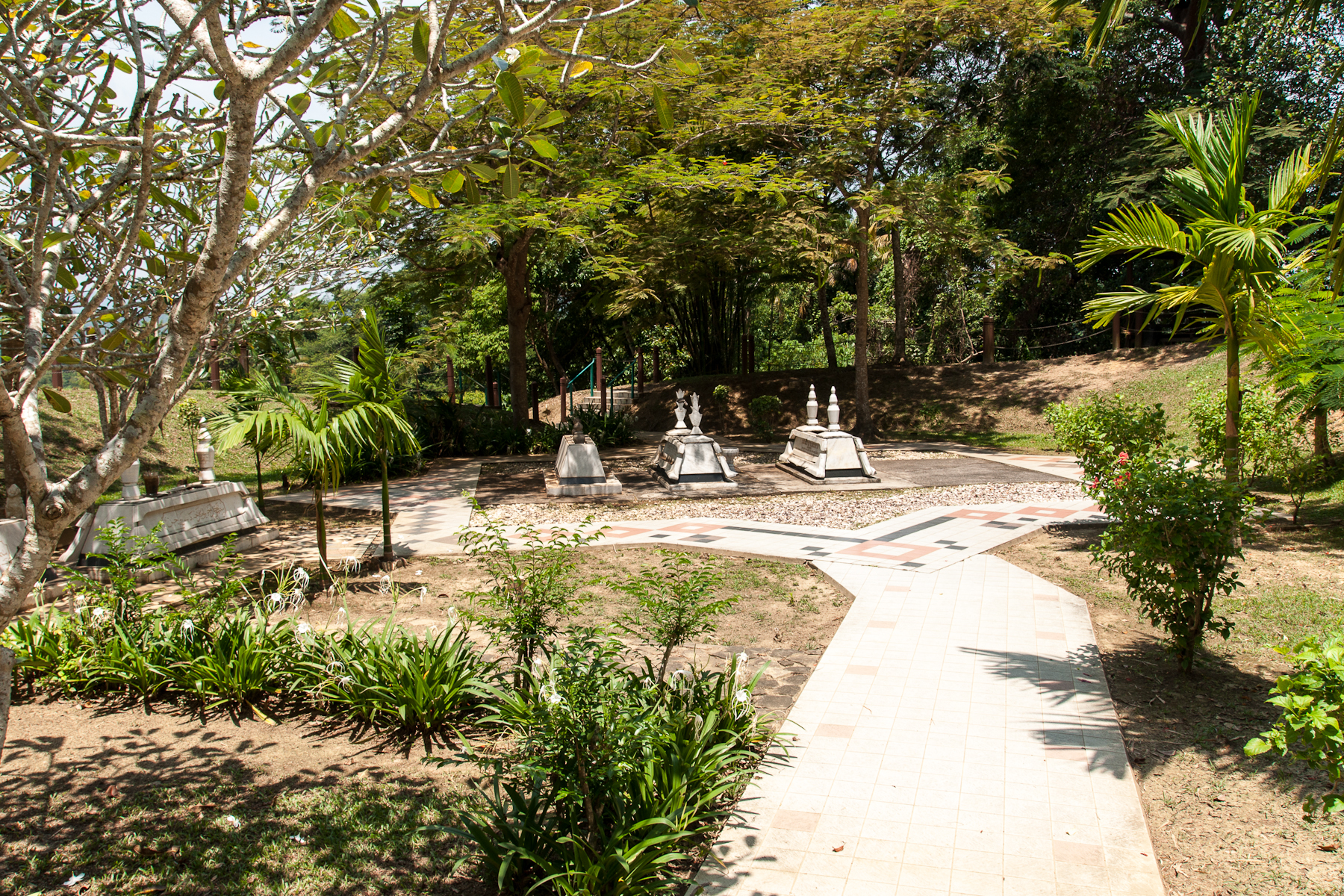
Gräberensemble im ehemaligen Mat-Salleh-Fort

Das Taman Memorial Tun Datu Mustapha oder Tun Mustapha Memorial Park (deutsch Tun-Mustapha-Gedächtnispark) ist ein Denkmal, das der malaysische Bundesstaat Sabah zu Ehren von Tun Mustapha, dem ersten Yang di-Pertua Negeri und dritten Ministerpräsidenten von Sabah errichtete. Durch seine führende Rolle bei den Verhandlungen über den Beitritt Britisch-Nordborneos zur Föderation Malaya wird er zu den Gründungsvätern des Bundesstaates Sabah gerechnet.

## Lage des Denkmals
Das Denkmal ist Teil des muslimischen Friedhofs in Kampung Ulu/Ulu Seberang in Putatan. Das Friedhofsgelände – etwa zwei Kilometer westlich der Ortsmitte von Putatan gelegen – war vormals eine Befestigung von Mat Salleh.

## Beschreibung des Denkmals
Als der Muslim Tun Mustapha am 2. Januar 1995 im Sabah Medical Center, Teluk Likas, Kota Kinabalu, starb, wurde er tags darauf auf dem muslimischen Friedhof beigesetzt. Erst später wurde beschlossen, das Friedhofsgelände als „Gedächtnispark“ unter Denkmalschutz zu stellen. Der Gedenkstein in den Sprachen Malaiisch und Englisch wurde im September 1999 aufgestellt.